# Calephelis guatemala
Calephelis guatemala är en fjärilsart som beskrevs av Mcalpine 1971. Calephelis guatemala ingår i släktet Calephelis och familjen Riodinidae. Inga underarter finns listade i Catalogue of Life.